# Maria Gabriela d'Itàlia
Maria Gabriela d'Itàlia   (Nàpols, 24 de febrer de 1940)  és la filla mitjana de l'últim rei d'Itàlia, Humbert II, i de Maria José de Bèlgica, la "Reina de Maig". Durant la dècada de 1950, Maria Gabriela esdevingué un paradigma de bellesa entre les famílies reials europees.

## Biografia
Nascuda a Nàpols el dia 24 de febrer de l'any 1940, és filla del rei Humbert II d'Itàlia i de la princesa Maria Josep de Bèlgica. Maria Gabriela era neta per via paterna del rei Víctor Manuel III d'Itàlia i de la princesa Helena de Montenegro i per via materna ho era del rei Albert I de Bèlgica i de la duquessa Elisabet de Baviera. Els seus germans grans eren la princesa Maria Pia i el príncep Vittorio Emanuele, mentre que la més jove era la princesa Maria Beatriu.
Partí des de Nàpols a l'exili portuguès d'Estoril després que un referèndum instaurés, per un escàs marge de vots, la república com a model d'estat. Maria Gabriela s'instal·là a Vil·la Savoia amb la família reial italiana al complet; aviat, però, els seus pares se separaren de fet i ella anà a Ginebra al costat de la mare, mentre que el seu pare va romandre a la Riviera portuguesa.
Maria Gabriella és cosina germana del difunt rei Balduí de Bèlgica, l'exrei Albert II de Bèlgica, la difunta gran duquessa Josefina Carlota de Luxemburg, Moritz, landgrave de Hessen, i el tsar Simeó II de Bulgària
Educada a Suïssa, Maria Gabriella també va fer cursos en una escola associada al Louvre de París. Després de la mort del seu pare, i amb l'aprovació del seu germà, va crear la Fundació Rei Humbert II a Lausana, dedicada a preservar la història i el llegat de la Casa de Savoia. Va participar en nombroses presentacions culturals i va organitzar una exposició a Albertville durant els Jocs Olímpics de 1992. A principis del segle XXI va ser coautora de diversos llibres, principalment amb Stefano Papi.

### Matrimoni i fill
A la dècada del 1950, Mohammad Reza Pahlavi, xa de l'Iran, aleshores divorciat de la seva segona esposa, va indicar el seu interès a casar-se amb la princesa Maria Gabriella. Segons sembla, el papa Joan XXIII va vetar la proposta. En un editorial sobre els rumors que envolten el matrimoni d'"una sobirana musulmana i una princesa catòlica", el diari del Vaticà, L'Osservatore Romano, va escriure que la unió constituïa "un greu perill".
Durant la dècada de 1950 i de 1960, Maria Gabriela esdevingué una icona de la bellesa europea. Les seves participacions en diverses celebracions de la reialesa la convertiren en una de les princeses més admirades i en una de les més seguides per la premsa rosa.
Al llarg dels últims anys de 1950 i fins ben entrat el 1961 s'especulà en diverses ocasions amb la publicació d'un hipotètic compromís matrimonial entre la princesa i el príncep Joan Carles de Borbó. És conegut el nuviatge existent entre els dos prínceps exiliats a Estoril per múltiples testimonis de l'entorn de la parella i també se sap que en un parell d'ocasions el general Francisco Franco frustrà l'anunci per la poca consideració que li mereixia la família reial italiana (exiliada, Humbert i Maria Josep separats, els rumors de bisexualitat d'Humbert...).
Maria Gabriela no contragué matrimoni fins a l'any 1969 i ho feu amb un aristòcrata hongarès de nom Robert Zellinger de Balkany. El matrimoni civil se celebrà el dia 16 de juny de l'any 1969 a Saint-Mesme i el religiós cinc dies després a Eze-sur-Mer al Château Balsan. La parella es va separar el 1976 i es va divorciar el novembre de 1990. Van tenir una filla. Maria Elisabet Zellinger de Balkany, nascuda el 1972 a Lausana. Es casà el 2002 amb Olivier Janssens.
Maria Gabriela i Robert Zellinger se separaren el 1990. Des de llavors la princesa s'ha dedicat a l'estudi de la Casa Reial de Savoia i s'ha convertit, de la mà de la seva mare, en una de les principals expertes de la seva pròpia família.
La princesa ha participat com a assessora històrica en el rodatge de la sèrie dedicada a la vida de la princesa Mafalda d'Itàlia. També ha participat en l'elaboració de nombrosos llibres basats en la història de la Casa reial italiana, així com altres com ara: Gioielli di Casa Savoia.
L'any 2007 la casa de subhastes Sotheby's anuncià la subhasta d'un important lot de joies reials de la princesa Maria Gabriela de Savoia. La majoria de les joies provenien de l'herència de la seva mare, la princesa Maria Josep de Bèlgica. Destacades veus s'han aixecat contra Maria Gabriela per la seva inconsistència, per les crítiques que ella mateixa llançà contra el seu germà quan aquest feu una acció similar.